# Rhyacophila cabrankensis
Rhyacophila cabrankensis là một loài Trichoptera trong họ Rhyacophilidae. Chúng phân bố ở miền Cổ bắc.